# 6606 Makino
6606 Makino è un asteroide della fascia principale del diametro medio di circa 26 km. Scoperto nel 1990, presenta un'orbita caratterizzata da un semiasse maggiore pari a 3,1029000 UA e da un'eccentricità di 0,1661811, inclinata di 5,02915° rispetto all'eclittica.